# Antonio Maria Erba-Odescalchi
Antonio Maria Erba-Odescalchi (né le 21 janvier 1712 à Milan et mort le 28 mars 1762 à Rome) est un cardinal italien du XVIIIe siècle. 
Il est de la famille des cardinaux Benedetto Odescalchi-Erba (1713) et Carlo Odescalchi (1823).

## Biographie
Antonio Maria Erba-Odescalchi exerce diverses fonctions au sein de la Curie romaine, notamment au tribunal suprême de la Signature apostolique et comme préfet de la maison du pape.
Il est nommé archevêque titulaire de Nicée en 1759 et vicaire général pour Rome et son district.
Le pape Clément XIII le crée cardinal lors du consistoire du 24 septembre 1759. 
Le cardinal Erba-Odescalchi est préfet de la Congrégation de la résidence des évêques.

## Succession apostolique
Antonio Maria Erba-Odescalchi a ordonné les évêques suivants :
- Évêque Giuseppe Maria Centini (1760)
- Patriarche Juan Portugal de la Puebla (it) (1760)
- Évêque Giuseppe Cacace (1761)